# Gentiana × curtisii
Gentiana curtisii là một loài thực vật có hoa trong họ Long đởm. Loài này được J.S.Pringle mô tả khoa học đầu tiên năm 1964.